# Maryna Arzamasavová
Maryna Arzamasavová (bělorusky Марына Аляксандраўна Арзамасава, rusky Марина Александровна Арзамасова) (* 17. prosince 1987 Minsk) je běloruská atletka, běžkyně, mistryně Evropy v běhu na 800 metrů z roku 2014 a mistryně světa z roku 2015 na stejné trati.

## Sportovní kariéra
V roce 2011 postoupila do semifinále běhu na 800 metrů na mistrovství světa. Na evropském šampionátu v Helsinkách o rok později získala na této trati bronzovou medaili. V sezóně 2013 vybojovala bronzovou medaili na evropském halovém šampionátu v Göteborgu. Zatím nejúspěšnější pro ni byla sezóna 2014 – na halovém mistrovství světa v Sopotech skončila v běhu na 800 metrů třetí, na mistrovství Evropy v Curychu v této disciplíně zvítězila v novém osobním rekordu 1:58,15.